# Calohypnum sakuraii
Calohypnum sakuraii là một loài Rêu trong họ Hypnaceae. Loài này được Sakurai mô tả khoa học đầu tiên năm 1950.